# 新表現主義
新表現主義（Neo-expressionism）は、1970年代後半から1980年代中ごろまで美術市場を支配した現代美術の様式である。ニュー・ペインティングとも呼ばれる。それまでのコンセプチュアル・アートやミニマル・アートの難解さにうんざりしていた美術界に熱狂的に受け入れられた。

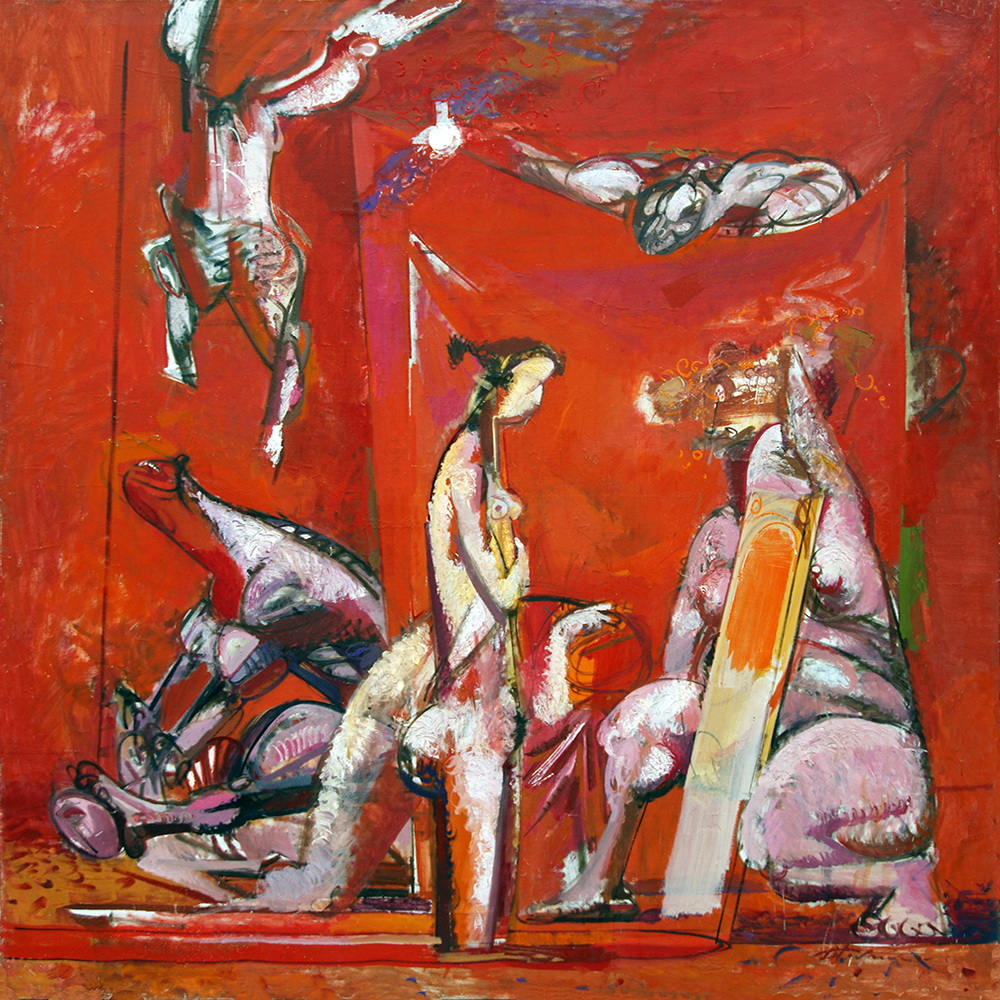
en:Vasiliy Ryabchenko, Red room I, 1989

1920年代のドイツ表現主義－エミール・ノルデ、マックス・ベックマン、ジョージ・グロス－そしてその源流であるフィンセント・ファン・ゴッホ、ジェームズ・アンソール、エドヴァルド・ムンクら－を再評価し、その後継者をもって任じていた。乱暴な筆触、原色の使用、対比配色など、技法的には抽象表現主義の影響も受けている。
主な画家は、ドイツの
ゲオルグ・バゼリッツ、アンゼルム・キーファー、アメリカのジャン・ミッシェル・バスキア、デビッド・サーレ、ジュリアン・シュナーベル、イタリアのフランチェスコ・クレメンテ、サンドロ・キアなど。